# Villez-sous-Bailleul
Villez-sous-Bailleul – miejscowość i gmina we Francji, w regionie Normandia, w departamencie Eure.
Według danych na rok 1990 gminę zamieszkiwało 248 osób, a gęstość zaludnienia wynosiła 57 osób/km² (wśród 1421 gmin Górnej Normandii Villez-sous-Bailleul plasuje się na 657. miejscu pod względem liczby ludności, natomiast pod względem powierzchni na miejscu 740.).